# Hildegard Krüger
Hildegard Krüger (* 21. Mai 1909 in Hamburg-Wandsbek; † 5. April 1994 in Marmagen) war eine deutsche Richterin, Frauenrechtlerin und Autorin. Sie war Richterin am Landesverwaltungsgericht Düsseldorf und Verfasserin des Beck-Kommentars zum Gleichberechtigungsgesetz.

## Werdegang
Hildegard Krüger erreichte 1931 im Referendar-Examen ein „sehr gut“ und schloss 1935 das Assessor-Examen mit dem Spitzenprädikat „lobenswert“ ab. Da sie nach Ansicht der Gestapo keine Gelegenheit ausließ, Kritik am Nationalsozialismus zu üben, wurde sie im Dritten Reich nicht als Juristin angestellt. Um ihren Lebensunterhalt zu verdienen, arbeitete sie als Dienstmädchen, Eintrittskartenverkäuferin, Buchhalterin und Lehrerin. Der Versuch ein anschließendes philosophisches Studium aufzunehmen, scheiterte an einer Kriegsverletzung. Nach dem Ende des Nationalsozialismus in Deutschland nahm sie 1945 eine Tätigkeit im Innenministerium von Schleswig-Holstein auf. Im Anschluss daran wurde Krüger zur Richterin am damaligen Landesverwaltungsgericht Düsseldorf ernannt.

## Positionen
Krüger äußerte starke Kritik an dem Familienrecht der Bundesrepublik Deutschland, das nach dem Ende des Nationalsozialismus weiterhin patriarchale Strukturen aufwies, wie das väterliche Stichentscheidungsrecht oder das Namensrecht, das sich nach dem Namen des Ehemannes richtete. In diesem Zusammenhang kritisierte sie auch das Gleichberechtigungsgesetz, das es Frauen lediglich gewährte, ihren Geburtsnamen beizufügen und das weiterhin den väterlichen Stichentscheid und die alleinige Vertretungsbefugnis der gemeinsamen Kinder enthielt, als verfassungswidrig: „Die Welt demokratisiert sich, und sogar die Tyrannen glauben, der demokratischen Fassade nicht entraten zu können. Gleichwohl meinte der Bundestag, den patriarchalischen Vater als gesetzliches Leitbild entgegen der Norm der Verfassung schaffen zu müssen.“ Sie sah die Ungleichbehandlung im Familienrecht auch als Ausdruck eines Demokratisierungsdefizits und plädierte dafür, die „Ehe auch rechtlich als das anzusehen, was sie in jeder Hinsicht sein soll: die Gemeinschaft, in der Mann und Frau gleichgewichtig und gleichberechtigt sind“.